# Domburgsch Badnieuws

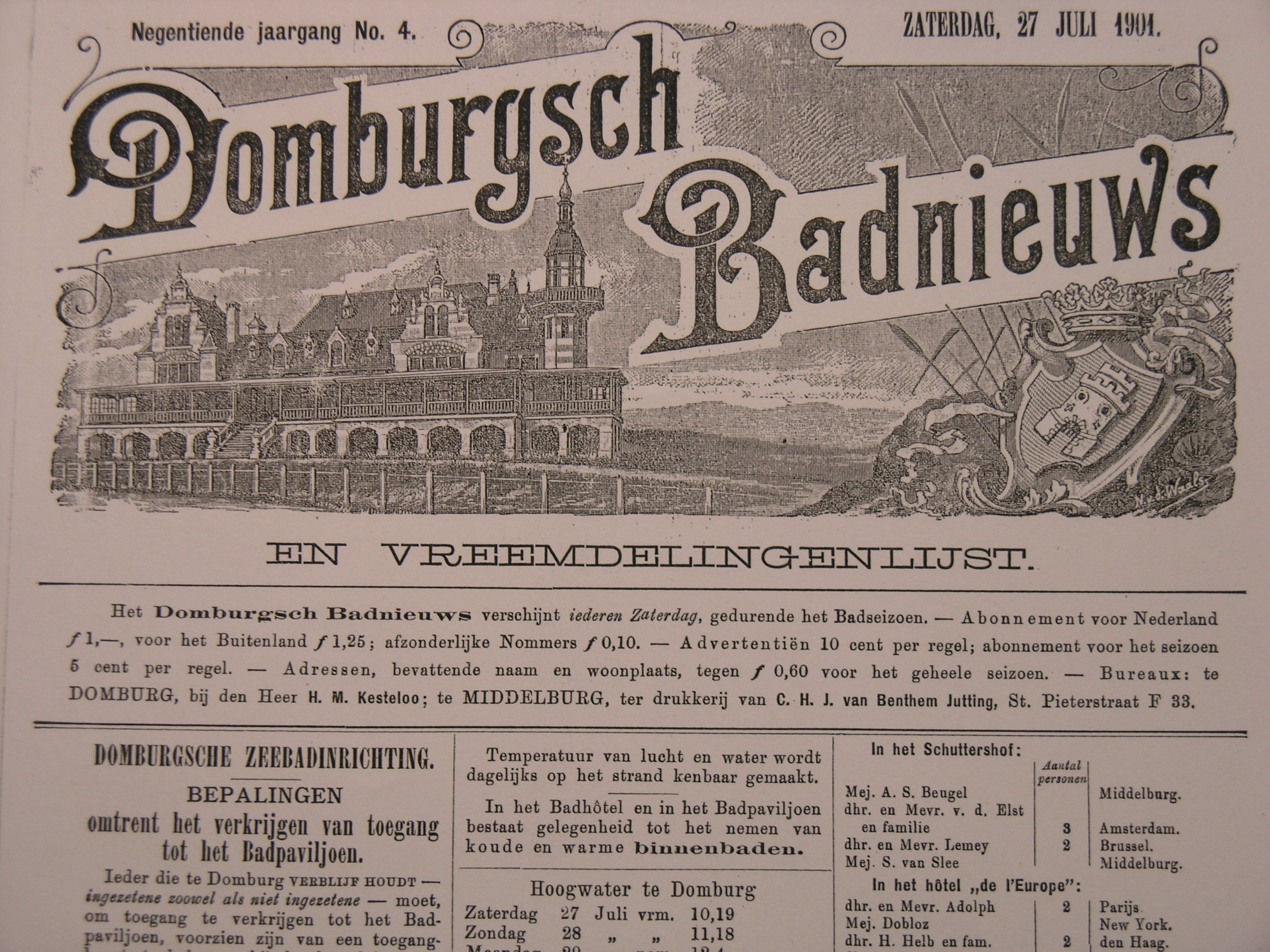
Domburgsch Badnieuws 27 juli 1901

Het Domburgsch Badnieuws en vreemdelingenlijst, vanaf 1950 Domburgs Badnieuws, was een periodiek dat gedurende de dertien weken van het zomer- of badseizoen op zaterdag werd gepubliceerd voor badgasten in de badplaats Domburg. Het eerste nummer kwam uit op 7 juli 1883 en het is met enkele onderbrekingen blijven bestaan tot 1987.
Het Domburgsch Badnieuws kwam voort uit de zogenaamde 'Vreemdelingenlijsten', gedrukte opgaven van gearriveerde 'badgasten', die in Domburg vanaf 1877 werden gepubliceerd. Initiatiefnemer was, mogelijk naar voorbeeld van een vergelijkbaar blad in de Duitse badplaats Norderney, de gemeentesecretaris H.M. Kesteloo. Er bestond een nauwe relatie met de Domburgsche Zeebadinrichting en het Badpaviljoen. De directeur van de Zeebadinrichting, P.J. Elout, was jarenlang redacteur van het blad. In de jaren tachtig werd het Badnieuws gratis verstrekt in een oplage van 3.000 exemplaren, gesponsord en uitgegeven door de Domburgse Ondernemersvereniging. Aanvankelijk werd het blad gedrukt bij Van Benthem & Jutting in Middelburg, later bij Uitgeverij Den Boer aldaar.
Behalve praktische informatie over de prijs van zeebaden, hoogwaterstanden, de openstelling van het Badpaviljoen, de uren van de baddokter, werd iedere week een lijst gepubliceerd van de vreemdelingen die in de verschillende hotels en pensions waren aangekomen alsmede van hen die zich in het dorp bij particulieren of in villa's hadden geïnstalleerd.
Naast veel advertenties waren er redactionele bijdragen van literaire en lokaal historische aard. Behalve Kesteloo en Ewout zelf schreef H.J. Boogaert regelmatig artikelen. 'Vreemdelingen', zoals Jan Toorop, hanteerden ten behoeve van het badend publiek ook weleens de pen.
Complete jaargangen van het Domburgsch Badnieuws zijn zeldzaam. De meest complete series bevinden zich in het Zeeuws Archief en de Zeeuwse Bibliotheek. De aldaar bewaard gebleven exemplaren zijn gedigitaliseerd en opgenomen in de Krantenbank Zeeland.